# Oxidare blândă
Oxidarea blândă este o reacție chimică în care o substanță este combinată cu oxigen, de obicei, în prezența unui catalizator, cum ar fi peroxidul de hidrogen sau enzimele, dar fără a se produce reacții violente sau explozive. Această metodă este utilizată pentru a oxida compuși organici, cum ar fi alcoolii și aldehidele, la acizi organici, cum ar fi acizii carboxilici.
Oxidarea blândă poate fi utilizată și în sinteza organică pentru a introduce grupări funcționale în molecule, cum ar fi grupurile hidroxil, carboxil sau cetonă. Aceasta poate fi efectuată prin utilizarea unor agenți oxidanți blânzi, cum ar fi permanganatul de potasiu sau hipocloritul de sodiu, în condiții de temperatură și presiune controlate.
În general, oxidarea blândă este preferabilă oxidării violente, deoarece reacțiile violente pot duce la pierderea selectivității și a randamentului, precum și la formarea de produse secundare nedorite.